# مک‌دونالد
شرکت مک‌دونالد (به انگلیسی: McDonald's Corporation) شرکت چندملیتی آمریکایی فست‌فودهای زنجیره‌ای است که در سال ۲۰۲۱ با بیش از ۴۰٬۰۰۰ شعبه در ۱۰۰ کشور، روزانه به ۶۹ میلیون مشتری خدمات داده است. مک‌دونالد محصولاتی چون همبرگر، چیزبرگر، مرغ، سیب زمینی سرخ کرده، صبحانه، نوشابه‌ها و بسیاری موارد دیگر ارائه می‌کند که گاهی برپایه ذائقه یا فرهنگ محلی تغییراتی می‌کند.
شرکت مک‌دونالد در سال ۱۹۴۰ توسط ریچارد و موریس مک‌دونالد، با مشارکت ری کراک در سن برناردینو، کالیفرنیا بنیان‌گذاری شد. امروزه دفتر مرکزی این شرکت در اوک بروک، ایلینوی، ایالات متحده آمریکا قرار دارد. درآمد مک‌دونالدز در سه ساله منتهی به سال ۲۰۰۷، با رشدی ۲۷ درصدی به ۲۲٬۸ میلیارد دلار آمریکا رسید.
بر پایه یک گزارش منتشر شده در  بی‌بی‌سی  در سال ۲۰۱۲، مک دونالد با داشتن ۱٫۵ میلیون کارمند، دومین کارفرمای خصوصی بزرگ در جهان است. رتبه نخست این رده‌بندی، وال‌مارت با ۱٫۹ میلیون کارمند است.
فیلمی درباره این شرکت با نام بنیان‌گذار در سال ۲۰۱۶ ساخته شد.

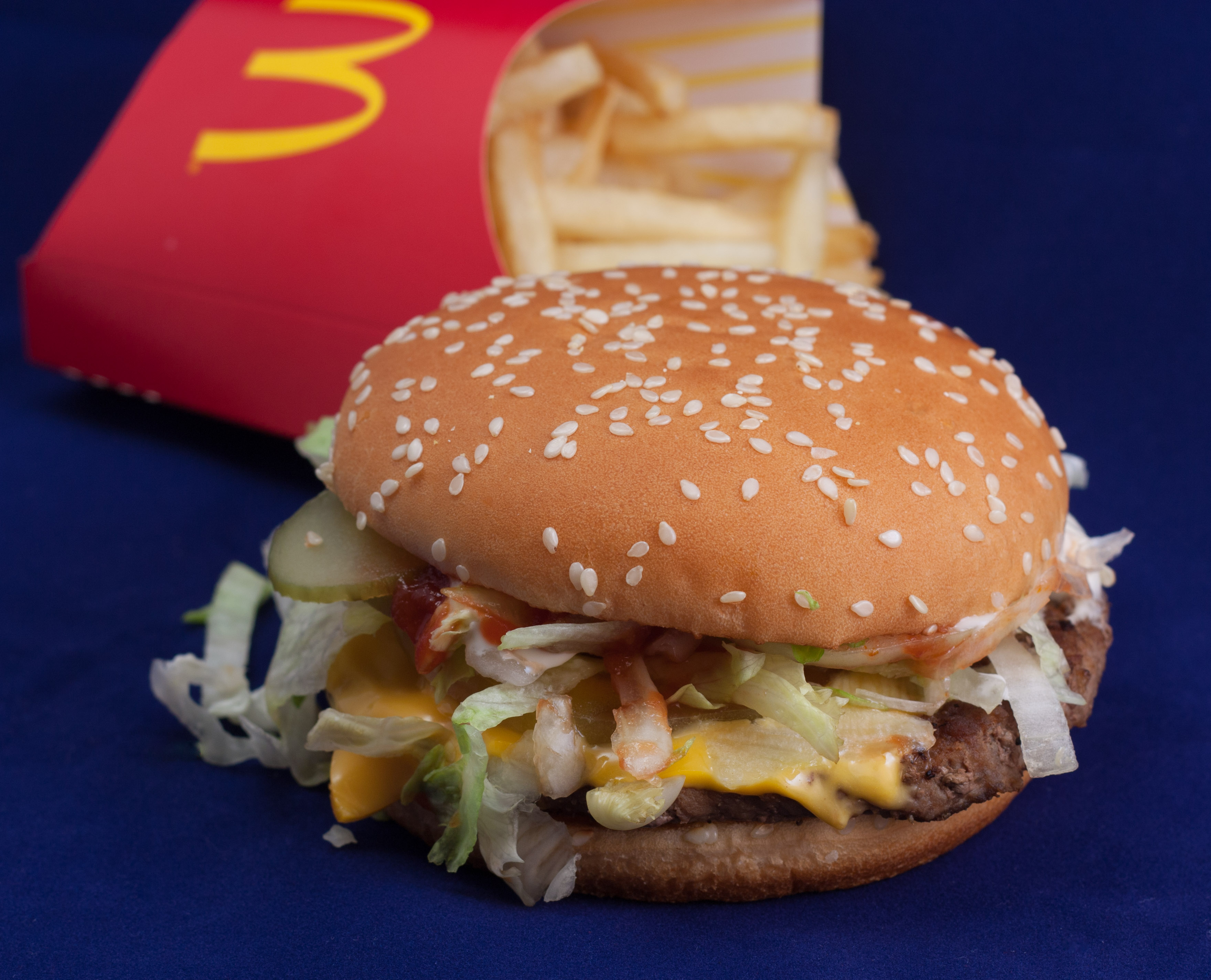
یک ساندویچ بیگ انتیتی همراه سیب زمینی

## روابط کاری
بر پایه آیین کاری مک‌دونالد، مدیران این شرکت حق داشتن رابطه عاشقانه با کارکنان زیردست خود را ندارند.

## شعبه‌ها

کشورهایی که مک‌دونالد در آن‌ها شعبه دارد

- آرژانتین
- آروبا
- استرالیا
- اتریش
- جمهوری آذربایجان
- باهاما
- بحرین
- باربادوس
- بلژیک
- بوتسوانا
- برزیل
- بلغارستان
- کانادا
- شیلی
- چین
  -  هنگ کنگ
  -  ماکائو
- کلمبیا
- کاستاریکا
- کرواسی
- قبرس
- جمهوری چک
- دانمارک
- دومینیکا
- جمهوری دومینیکن
- اکوادور
- مصر
- السالوادور
- استونی
- فیجی
- فنلاند
- فرانسه
- گرجستان
- آلمان
- یونان
- گواتمالا
- گویان
- هندوراس
- مجارستان
- ایتالیا
- هند
- اندونزی
- جمهوری ایرلند
- اسرائیل
- جامائیکا
- ژاپن
- اردن
- کویت
- لتونی
- لبنان
- لیتوانی
- مالزی
- مالت
- موریس
- مکزیک
- مولدووا
- مراکش
- هلند
- نیوزیلند
- نیکاراگوئه
- عمان
- پاکستان
- پاناما
- پرو
- پاراگوئه
- فیلیپین
- لهستان
- پرتغال
- قطر
- رومانی
- ساموآ
- سنت لوسیا
- عربستان سعودی
- صربستان
- سنگاپور
- اسلواکی
- اسلوونی
- آفریقای جنوبی
- کره جنوبی
- اسپانیا
- سری‌لانکا
- سوئد
- سوئیس
- تایوان
- تایلند
- ترکیه
- اوکراین
- امارات متحده عربی
- بریتانیا
  -  جزایر کیمن
- ایالات متحده آمریکا
  -  گوآم
  -  پورتوریکو
  -  جزایر ویرجین ایالات متحده
  -  ساموای آمریکا
- اروگوئه
- ونزوئلا
- نروژ

## نگارخانه

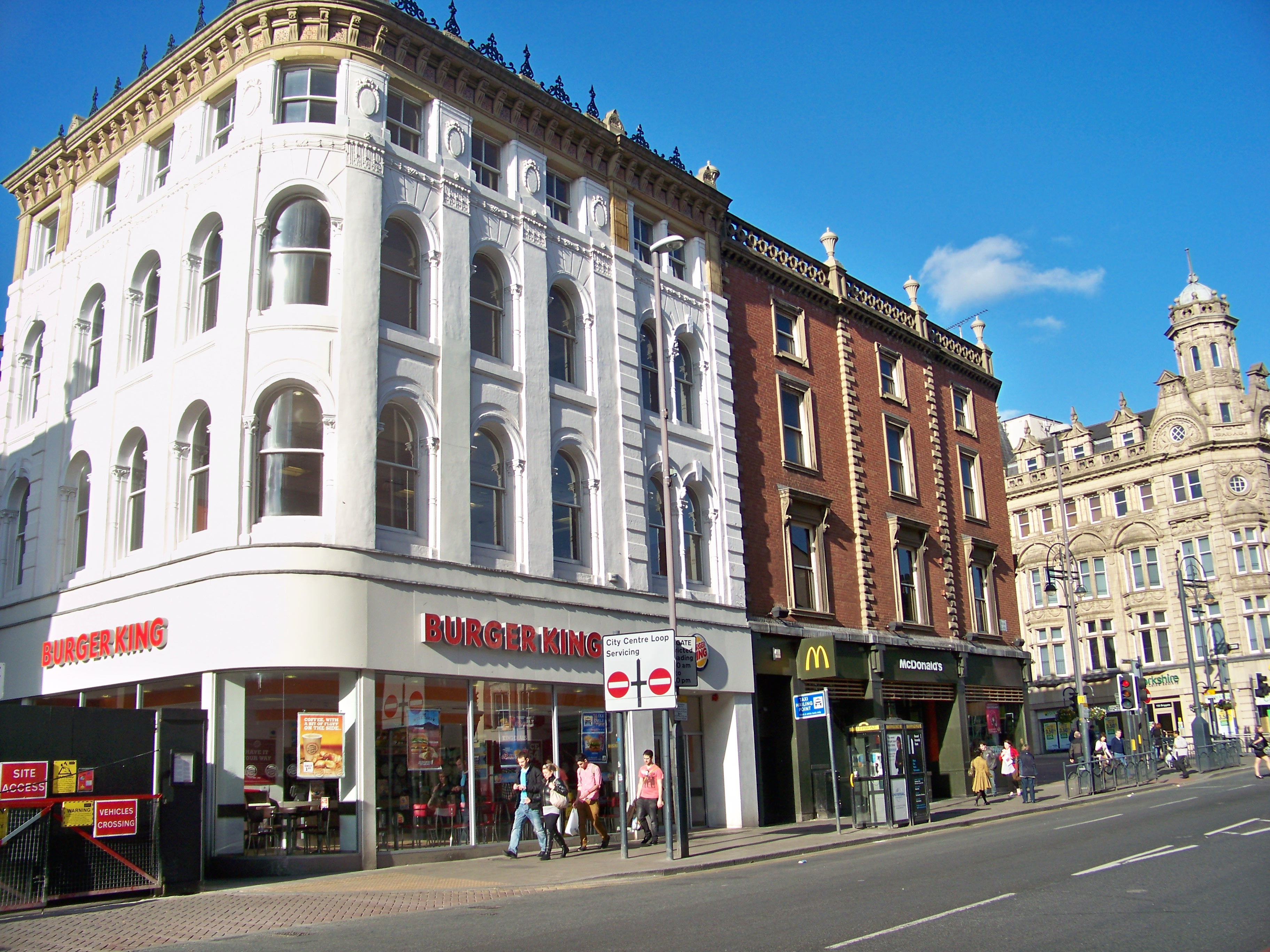
مک دونالد در مجاورت رقیب خود، برگر کینگ در لیدز،  یورکشایر غربی
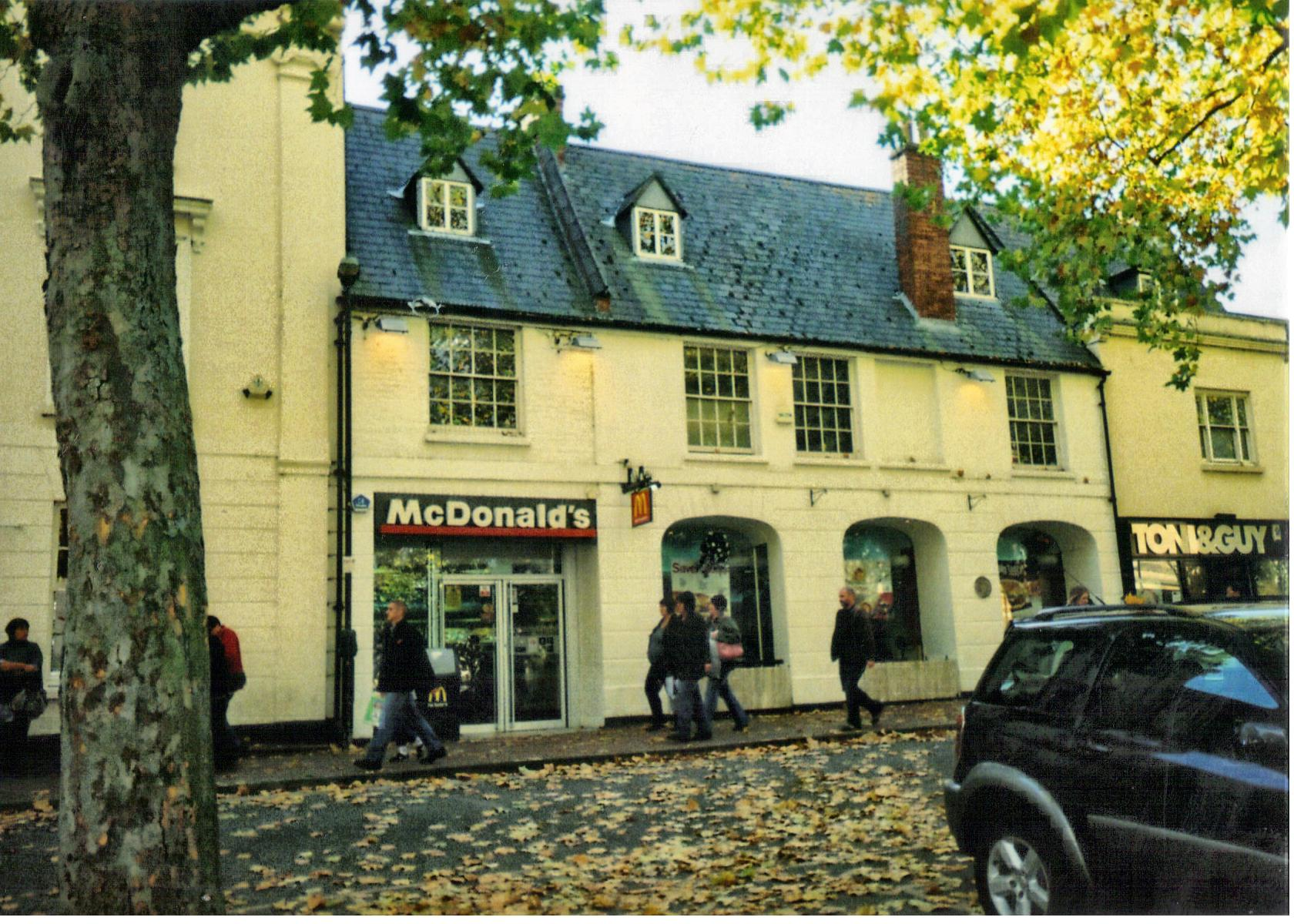
رستوران مک‌دونالد در بنبوری در خیابان پل در سال ۲۰۱۰ که شمایل آن مانند سال ۲۰۰۲ به رنگ سفید در بیرون و آبی/خاکستری/قهوه‌ای در داخل است
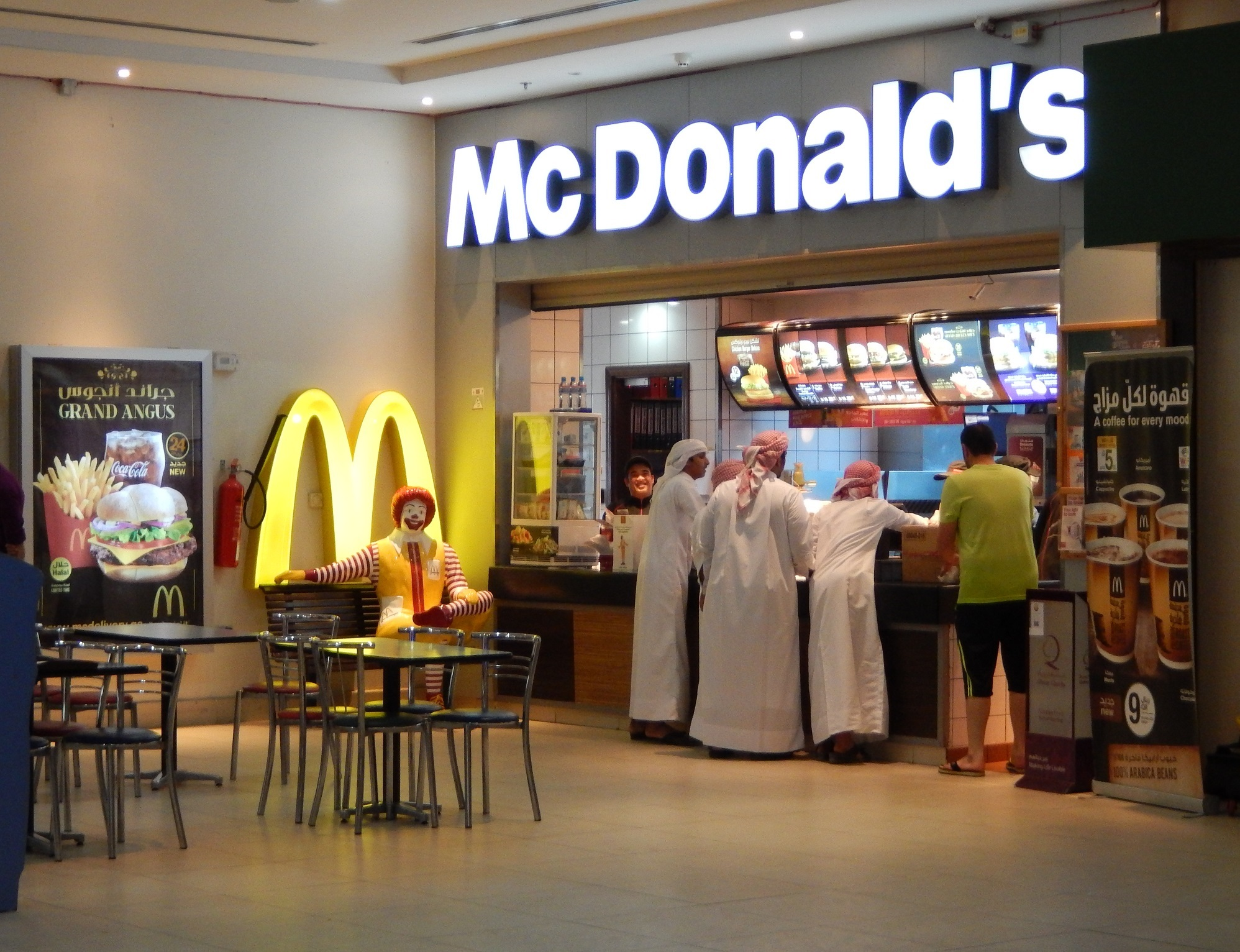
مک دونالد در دوحه در قطر
جرج مک‌دونالد فریزر
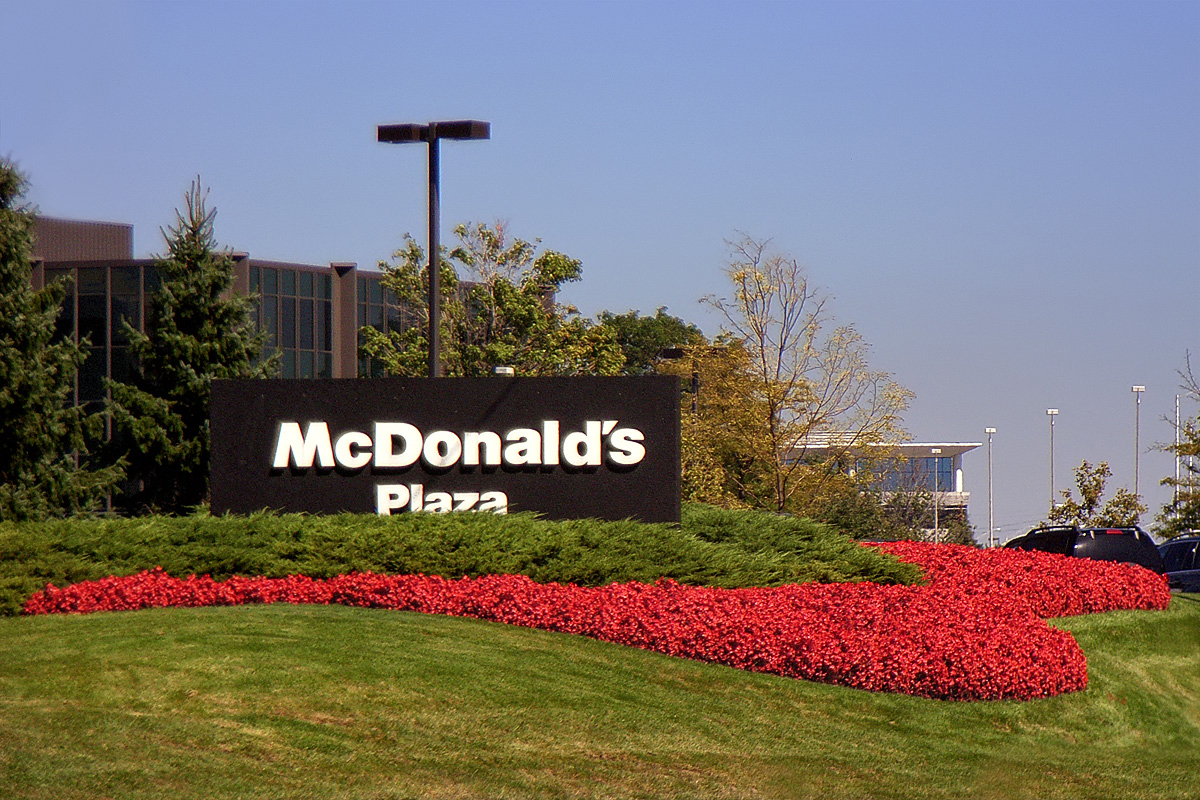
مک‌دونالد در پلازا
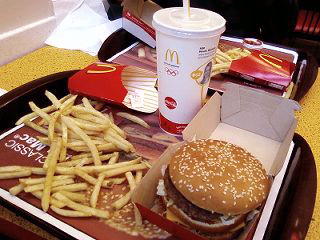
ساندویچ بیگ‌مک مک‌دونالد
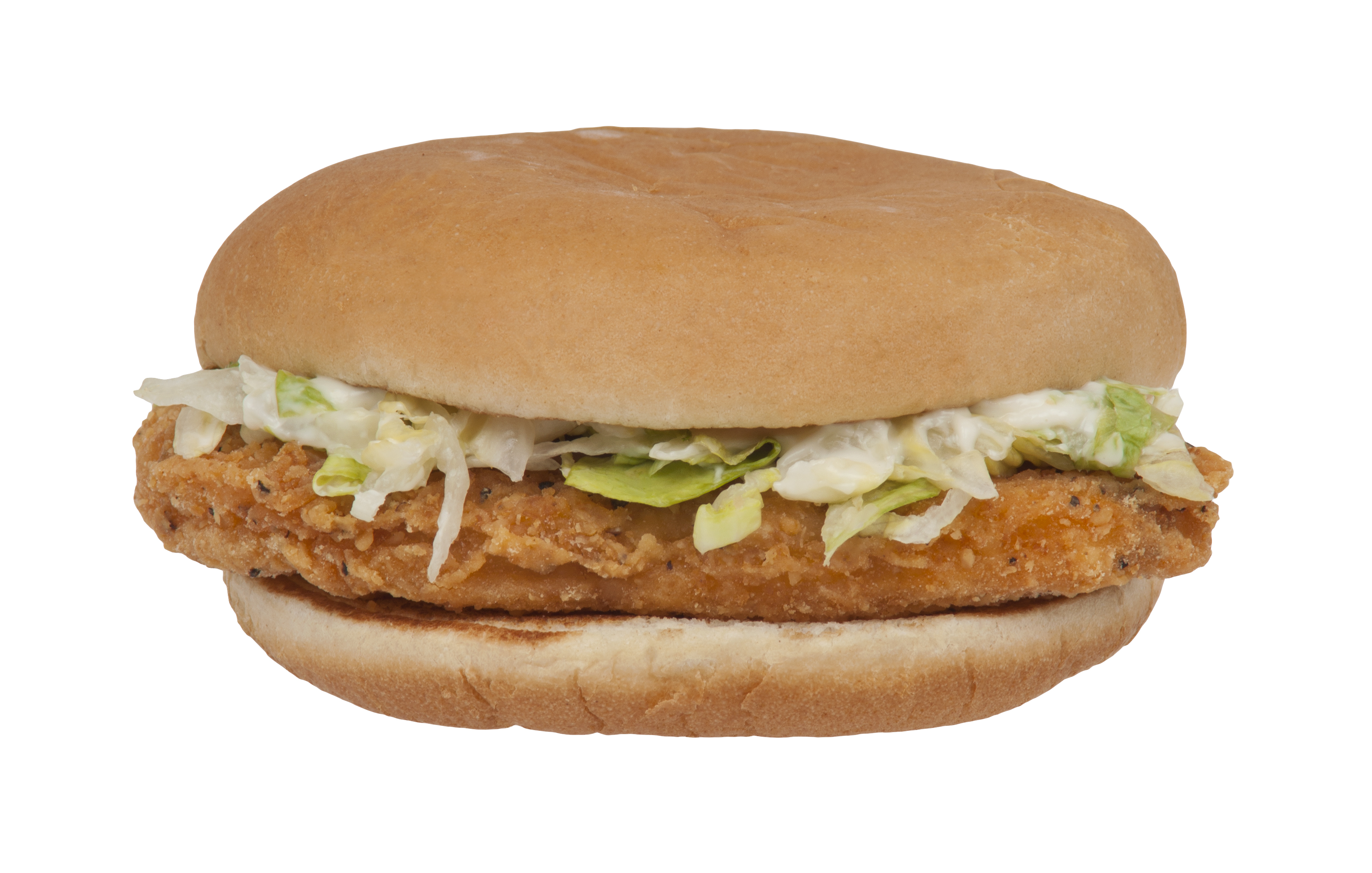
مک‌چیکن از غذاهای ارائه شده توسط مک‌دونالد

## چندرسانه‌ای
- «دیدار از محل تولد مکدونالد در آمریکا». بی‌بی‌سی فارسی. ۲۶ اردیبهشت ۱۳۹۴.